# استوديو ليرتشي
استوديو ليرتشي (باليابانية: ラ ル ケ، بالروماجي: Raruke) (بالإنجليزية: Lerche)‏ هو استوديو رسوم متحركة ياباني تم تأسيسه من قبل استوديو هيباري، في عام 2011.

## أعمال الاستوديو

### مسلسلات أنمي تلفزيونية
- دانغانرونبا ذي أنيميشن
- الدمية الآلية لا تنكسر
- رد:_هاماتورا
- فصل الاغتيال [2][3]
- فصل الاغتيال SECOND SEASON
- حياة المدرسة!
- رانبو كيتان: لعبة لابلاس
- دانغانرونبا 3: نهاية أكاديمية قمة الأمل
- كوزو نو هونكاي [4][5]
- أهلا بكم في صف سياسة الجدارة
- رحلة كينو (2017)
- أسوبي أسوباسي
- راديان
- أسترا في الفضاء
- غيفن
- هاناكو-كن المقيد بالمرحاض
- آيدولي برايد

### أنمي الإنترنت
- كوروسينسي كويست!

### أوفا أنمي
- كارنفال فانتازم
- فيت/بروتوتايب

### أفلام أنمي
- غيفن (2022)

## وصلات خارجية
- استوديو ليرتشي على موقع ANN company (الإنجليزية)

الموقع الرسمي